# Christian Domínguez
Christian Domínguez Alvarado (Lima, 25 de julio de 1983) es un cantante, actor, personalidad de televisión y empresario peruano.
Inició en la música con la boy band peruana Joven Sensación a finales de los años 90 e inicios de los años 2000. También formó parte de otros conjuntos musicales como Los del barrio, Hermanos Yaipén y Gran Orquesta Internacional, siendo esta última donde lidera.
En simultáneo, interpretó dos series de Michelle Alexander: Los del barrio, en que alcanzaría su fama de cantante; y Mi amor, el wachimán, donde interpreta al protagonista, Salvador Gutiérrez Huanca, consiguiendo así ser galardonado como «mejor actor de televisión» en los premios Luces del año 2012.

## Biografía

### Primeros años
Hijo de Óscar Domínguez, trabajador de una empresa cervecera, y de María Estela Alvarado, ama de casa, vivió sus primeros años en la ciudad de Huancayo.

### Carrera musical
A fines de los años 1990, saltó a la fama como parte de la boyband Joven Sensación y teniendo compañeros a Iván Andía, Jorge Vallejos, Franco Cortés y Erick Elera, siendo este último, con quién volvería a trabajar años más tarde en el dúo Los del barrio, a lo paralelo con la serie del mismo nombre. Posteriormente se unió a Proyecto Latino, y tras la popularidad como actor de televisión fue incluido tiempo después, junto a Elera, en la orquesta de cumbia peruana Hermanos Yaipén, siendo como integrante soporte de la orquesta. En 2010 participó en dos composiciones para el mercado internacional: «La trampa» y «El mujeriego». En 2013 fue retirado debido a su enfoque en la televisión, para que en 2014 confirmarse su situación.
En 2014, anunció la formación de su agrupación Gran Orquesta Internacional junto a Pedro Loli, Jonatan Rojas y Ángelo Fukuy, y asume como vocalista. Al año siguiente, su banda, junto a Anna Carina, fueron teloneros del concierto de Romeo Santos. Para 2017, su orquesta fue embajadora del Instituto Nacional de Salud del Niño.

### Carrera televisiva
Mientras se dedicaba como analista de crédito de un banco en Lima después de la disolución de Joven Sensación, en 2007, la productora Michelle Alexander, le consiguió un papel para actuar en el papel del desaparecido Johnny Orosco, fundador del Grupo Néctar, junto a su esposa interpretada por Carolina Infante en la serie Los reyes de la cumbia, posteriormente llamado Néctar en el cielo. Su actuación le hizo conseguir la calificación de «actor revelación» por el diario El Comercio en 2008. Meses después, volvió a protagonizar en la serie Los del barrio, en 2008, que consiguió junto a Elera la estelaridad de dúo musical para participar en caravanas musicales, incluidas la de Ernesto Pimentel.
En 2009, participó en la segunda temporada El show de los sueños que alcanzó el cuarto lugar. Sin embargo, su incidente coreográfico en plena emisión de su compañera de gala Liliana Mass, y que se viralizó en la red, le costó su continuación en competencia. Al año siguiente, participó de la temporada de Amigos y rivales de Habacilar, junto a Melissa Loza, alcanzando la final.
Después de los concursos de baile, en 2011 fue propuesto para la telenovela Simplemente Lucía del canal ATV, para tomar el rol de un bodeguero galán. Finalmente, fue convocado para actuar en la telenovela Yo no me llamo Natacha.
En 2012, Michelle Alexander volvió a invitarlo para la realización de la serie de América Televisión, Mi amor, el wachimán, en que protagoniza a Salvador Gutiérrez Huanca, un guardia de seguridad provinciano que consigue enamorarse de una joven de su entorno de clase alta, interpretada por María Grazia Gamarra. Su personaje tuvo acogida en varias ciudades, se realizó un musical en vivo y tuvo apariciones esporádicas para apoyar causas sociales. Además de las compras de Teleamazonas de Ecuador y Unitel de Bolivia por los derechos de transmisión fuera del país. Christian y María Grazia volvieron a encontrarse en la telenovela Mis tres Marías en 2016.
La popularidad de su personaje de ficción hizo que fuera una celebridad en la televisión peruana, además de reconocimientos de los medios, como el premio Luces como «actor de televisión» por el diario El Comercio en 2012. Con el receso de Mi amor, el wachimán, consiguió otro rol en la serie Cholo powers con una personificación más inocente. También debutó en los programas de competencia Combate, como capitán del Equipo Rojo, y en Esto es guerra, como capitán de los Retadores.
Entre 2013 y 2014, ingresó a la conducción del programa matutino Hola a todos, tras la salida de Renzo Schuller.
En 2014 representó al Perú para concursar en el evento virtual internacional La casa de Ace, de Sofía Vergara, para conseguir la imagen comercial de la marca de detergentes Tide en Latinoamérica.
En 2015, regresó al concurso de baile con El gran show. En la temporada 15 alcanzó el tercer lugar tras completar la gala final. En la temporada 18 consiguió el segundo puesto por detrás de Diana Sánchez. Fue invitado para la temporada 19 en el desafío de baile contra Lucas Piro, saliendo ganador.
En 2018 tomó el rol de Aquiles, el antagonista en Colorina, quien apareció en el primer capítulo como primer romance de la protagonista interpretada por Magdyel Ugaz.
En 2019, se sumó al programa Se pone bueno de Latina Televisión, junto a su pareja Pamela Franco y la presentadora Janet Barboza sin éxito.
En 2020, fue presentado como panelista del programa América hoy.

### Otros emprendimientos
A finales de los años 2010, aperturó su franquicia de restaurantes chifa denominado Tusan Wok.
Junto a Miguel Valencia, opera la promotora musical MJC Eventos. En 2018, la promotora relanzó a su agrupación femenina Puro Sentimiento, de la cual es dueño.

## Vida privada
Legalmente, Domínguez estuvo casado con la exbailarina Tania Ríos Ruesta desde 2002 hasta 2022. Sin embargo, los informes de sus infidelidades con otras personalidades de la televisión, le volvió en un tema recurrente de programas de farándula.  El propio cantante admitió que había adquirido notoriedad mediática como una leyenda urbana en cuanto a sus compromisos de corta duración.
En 2015 se realizó el contrato de esponsales con su entonces pareja, la exmodelo y presentadora de televisión Karla Tarazona, debido a que está penalizada la bigamia en el país, para disolverse oficialmente en 2016. En el año 2024, la personalidad televisiva manifestó su intención de revivir el vínculo sentimental con Tarazona con el fin de despertar el interés de la audiencia.
Tiene tres hijos. Además, es el tío de la actriz y cantante juvenil peruana Mariagracia Mora, con quién participó en algunos de sus proyectos.[cita requerida]
En 2025, en el canal digital Todo Good conducido por Curwen, manifestó que estaba agradecido a Alberto Fujimori y que votaría a Phillip Butters en las siguientes elecciones, con la condición de que Perú dejara de formar parte de las convenciones de derechos humanos.

## Discografía

### Álbumes
| Año  | Grupo                       | Álbum              | Detalles                                                      |
| ---- | --------------------------- | ------------------ | ------------------------------------------------------------- |
| 1999 | Joven Sensación             | Agárrate que vengo | - Discográfica: Rosita Producciones - Formato: CD             |
| 2001 | Joven Sensación             | Entre nosotros     | - Discográfica: Rosita Producciones - Formato: CD             |
| 2002 | Proyecto Latino             | Un nuevo camino    | - Discográfica: Mercedes Producciones - Formato: CD           |
| 2010 | Hermanos Yaipén             | Necesito un amor   | - Discográfica: Seaband Music - Formato: CD, Descarga digital |
| 2013 | Hermanos Yaipén             | Mi estrella        | - Discográfica: Sony BMG - Formato: CD, descarga digital      |
| 2015 | Gran Orquesta Internacional | El comienzo        | - Discográfica: - - Formato: Descarga digital                 |
| 2017 | Gran Orquesta Internacional | Estás Pisao        | - Discográfica: - - Formato: Descarga digital                 |

### Sencillos enMi amor, el wachimán
- «Madrugadas enteras» (2012)
- «Mi estrella» (con María Grazia Gamarra) (2012)[79][80]
- «Yo te haré recordar» (2013)[81][82]

### Otros sencillos
- «Tic tic tac» (como parte de Joven Sensación) (1999)[83][84]
- «La playa» (como parte de Joven Sensación) (2000)
- «La trampa»  (como parte de Hermanos Yaipén) (2010)[9]
- «El mujeriego»  (como parte de Hermanos Yaipén) (2010)[9]
- «Tirana» (como parte de Hermanos Yaipén) (2010)[85]
- «Una rosa lo sabe» (como parte de Hermanos Yaipén) (2011)[85]
- «Yo te haré recordar» (como parte de Hermanos Yaipén) (2011)[86]
- «Cholo powers» (2014)[87]
- «Es amor» (con Rommy Marcovich) (2015)[88]
- «María»  (con Erick Elera y posteriormente con María Grazia Gamarra) (2016)[89]
- «Mi esperanza» (como parte de Gran Orquesta Internacional) (2018)[90]
- «El amor más grande» (como parte de Gran Orquesta Internacional) (2018)[91]
- «Gracias Diosito» (como parte de Gran Orquesta Internacional) (2021)[92][93]
- «Maricucha» (como parte de Gran Orquesta Internacional, junto a André Silva y Patricia Barreto) (2022)[94]

## Filmografía

### Televisión
| Año        | Título                 | Rol                       | Notas                                       | Ref.            |
| ---------- | ---------------------- | ------------------------- | ------------------------------------------- | --------------- |
| 2007       | Néctar en el cielo     | Johnny Orosco Torres      | Protagonista                                | [ 2 ]           |
| 2008       | Los del barrio         | Marco                     | Rol principal                               | [ 2 ] [ 22 ]    |
| 2009       | El show de los sueños  | Concursante               | Cuarto puesto                               | [ 23 ]          |
| 2010       | Amigos y rivales       | Concursante               | Segundo puesto                              | [ 95 ]          |
| 2011       | Ana Cristina           | Jhonatan Reyes            | Rol secundario                              | [ 96 ]          |
| 2011-2012  | Yo no me llamo Natacha | Tommy                     | Rol secundario                              | [ 32 ]          |
| 2012-2014  | Mi amor, el wachimán   | Salvador Gutiérrez Huanca | Protagonista                                | [ 8 ]           |
| 2013       | Cholo powers           | Amado                     | Rol principal                               | [ 44 ]          |
| 2013       | Combate                | Participante              | Equipo Rojo                                 | [ 97 ]          |
| 2014       | Fábrica de sueños      | Invitado                  | Cómplice para causa social                  | [ 98 ]          |
| 2014       | La casa Ace            | Concursante               | Participación especial                      | [ 99 ]          |
| 2014       | Teletón                | Invitado                  | Segmento de El Chavo del 8                  | [ 100 ]         |
| 2016       | Esto es guerra         | Participante              |                                             | [ 46 ] [ 101 ]  |
| 2016       | Amor, amor, amor       | Conductor                 | Temporada de verano                         | [ 102 ]         |
| 2016       | Mis tres Marías        | Roque Rivera Silva        | Rol secundario                              | [ 39 ]          |
| 2016       | El gran show           | Concursante               | Temporada 15 (tercer puesto)                | [ 52 ]          |
| 2016       | El gran show           | Concursante               | Temporada 17 (retirado)                     | [ 103 ] [ 104 ] |
| 2017       | El gran show           | Concursante               | Temporada 18 (segundo puesto)               | [ 53 ]          |
| 2017       | El gran show           | Concursante               | Temporada 19 (invitado en desafío)          | [ 54 ]          |
| 2017       | Combate                | Participante              | Equipo Rojo                                 | [ 105 ]         |
| 2017       | Solo una madre         | Camilo                    | Rol secundario                              | [ 106 ] [ 107 ] |
| 2017       | Colorina               | Aquiles Ramírez Morales   | Rol antagónico secundario                   | [ 108 ]         |
| 2017       | Esto es guerra         | Participante              | Equipo Retadores                            | [ 109 ]         |
| 2019       | Se pone bueno          | Conductor                 |                                             | [ 110 ]         |
| 2021-2024  | América hoy            | Coconductor               |                                             | [ 58 ]          |
| 2021       | El artista del año     | Concursante               | Primer eliminado                            | [ 111 ]         |
| 2022-2023  | Maricucha              | Vicente López Huamán      | Rol principal                               | [ 112 ]         |
| Desde 2024 | Préndete               | Conductor                 | Junto a Karla Tarazona y Kurt Villavicencio | [ 113 ]         |

## Premios y nominaciones
| Año  | Premio                           | Categoría          | Trabajo                | Resultado | Ref.          |
| ---- | -------------------------------- | ------------------ | ---------------------- | --------- | ------------- |
| 2008 | Reconocimiento de El Comercio    | Revelación del año | Néctar en el cielo     | Ganador   | [ 3 ]         |
| 2012 | Premios Luces de El Comercio     | Mejor actor de TV  | Mi amor, el wachimán   | Ganador   | [ 8 ] [ 114 ] |
| 2012 | Reconocimiento de Correo Semanal | Personajes del año | Mi amor, el wachimán   | Incluido  | [ 42 ]        |
| 2013 | Premios Luces de El Comercio     | Mejor actor de TV  | Mi amor, el wachimán 2 | Nominado  | [ 115 ]       |